# قربان الخطيئة

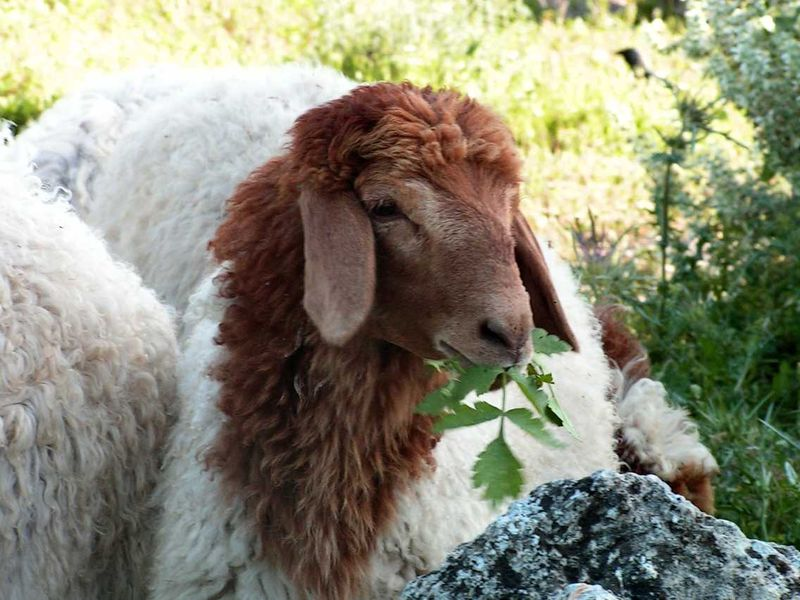

قربان الخطيئة (بالعبرية: קָרְבַּן חַטָּאת؛ كوربان خطائت)، هي ذبيحة موصوفة ومأمورة في التوراة (لاويين 1:4-35)؛ يمكن أن يكون طحين جيد أو حيوان مناسب. كما يحدث قربان الخطيئة في سفر أخبار الأيام الثاني 21:29 حيث ذُبح سبعة ثيران وسبعة كباش وسبعة حملان وسبعة تيوس معزى بأمر الملك حزقيا من أجل المملكة والمقدس ويهوذا. مثل جميع أنواع التضحيات المقدمة على المذبح، كان يجب أن يكون الطحين خالياً من الرائحة ويجب أن يكون الحيوان نظيفاً تماماً. رافقت هذه التضحية المقدَّمة الوسائل الأساسية المهمة المطلوبة للتكفير عن ارتكاب انتهاك غير مقصود للممنوعات، والذي إما جلب الذنب إلى «مجتمع إسرائيل» أو الفرد. وتأتي هذه الذبيحة أثناء الكفارة أو بعدها عن تلك التجاوزات التي ارتكبت سهواً أو عن جهل: لا يمكن تبرير الذنب العمد إلا بأشكال أخرى من الكفارة، أو بالكاريث في الحالات الشديدة. لقد كان متميزًا عن قربان الخطيئة الكتابية.

## علم أصول الكلمات
الاسم العبري خطائت (الخطيئة) ويأتي من الفعل خطا (חָטָא) وهذا يعني أساساً «لتفويت العلامة، ليخطئ». أول استخدام في الجملة «إِنْ أَحْسَنْتَ أَفَلاَ رَفْعٌ؟ وَإِنْ لَمْ تُحْسِنْ فَعِنْدَ الْبَابِ خَطِيَّةٌ رَابِضَةٌ، وَإِلَيْكَ اشْتِيَاقُهَا وَأَنْتَ تَسُودُ عَلَيْهَا».» لقايين في تكوين 7:4. يمكن أن يعني الاسم خطائت «الخطيئة»، أو أيضًا عن طريق الكناية في عبارات مثل «الثور... إنه خطيئة» أو «الثور ذبيحة الخطيئة للتكفير»: يمكن أن يشير أيضاً إلى ذبيحة التطهير. أُمر رئيس الكهنة أن يضع يده على رأس ذبيحة الخطيئة «وَيَضَعُ يَدَهُ عَلَى رَأْسِ ذَبِيحَةِ الْخَطِيَّةِ، وَيَذْبَحُ ذَبِيحَةَ الْخَطِيَّةِ فِي مَوْضِعِ الْمُحْرَقَةِ.» (لاويين 29:4). لتجنب الالتباس كوربان خطائت مصطلح أكثر تفسيرية («ذبيحة إثم»، العبرية: קרבן חטאת) وجدت في التعليقات الحاخامية.

## في الكتاب المقدس اليهودي
تقدم الإصحاحات 1:4-5 و13 من سفر اللاويين أولى خطابات الله الثلاثة لموسى والتي تحدد القوانين المتعلقة بـ «الآتا» أو تقدمة التطهير. إلى جانب أنواع أخرى من العروض، يظهر في 24 (أسبوعيا) بارشا فايكرا، قسم من التوراة في المخطوطات الماسورتية من الكتاب العبري، يحدث ذبيحة خطيئة أيضاً في سفر أخبار الأيام الثاني 21:29 حيث سبعة ثيران وسبعة كباش وسبعة حملان وسبعة تيوس معزى ذُبحوا لأمر الملك حزقيا عن المملكة والمقدس ويهوذا.
تتعامل نهاية الجزء السابع والثلاثين من التوراة الأسبوعية شلاك ليكا (رقم 22:15-31) مرة أخرى مع التضحيات بسبب الانتهاكات غير المقصودة: فهي قابلة للتطبيق على جميع القوانين، وتنطبق على كل من الإسرائيليين والمقيمين الأجانب، ولكنها تستبعد كفارة المخالفات العمدية للشريعة.

## في العهد القديم اليوناني
في العهد القديم اليوناني، يُترجم المصطلح العبري لـ «الخطيئة» (خطائت) بشكل مباشر أحيانًا على أنه «خطيئة» - إما عن طريق الاسم المؤنث اليوناني («الخطيئة» ἁμαρτία)، أو أقل شيوعاً بالاسم المحايد (النتيجة من الخطيئة، «الشيء الخاطئ» ἁμάρτημα) وبالتالي تكرار الكناية في النص العبري. في كثير من الأحيان تعيد اليونانية صياغة العبرية بعبارات مثل «ما هو للخطيئة» (περὶ ἁμαρτίας) أو «عن الخطايا» (ὑπὲρ ἁμαρτιῶν) - نظرًا لأن الاسم اليوناني ἁμαρτία ليس له المعنى المزدوج للاسم خطائط بالعبرية.
يقدم الإصحاح 4 من سفر اللاويين في العهد القديم من شرائع الكتاب المقدس المسيحية تعليمات موسى من الله فيما يتعلق بتقديم التطهير ويكررها الإصحاح 15 من سفر العدد جزئياً.

## الطقوس
بدأت طقوس ذبيحة التطهير باعتراف مقدم الذبيحة بذنبه غير المقصود وهو يضع يديه ويدفع ثقله بالكامل على رأس الحيوان. في حالة التقدمات المجتمعية، يؤدي الشيوخ هذه الوظيفة، في حالة يوم كيبور، قام رئيس الكهنة بهذه المهمة. يُذبح الحيوان بعد ذلك بواسطة شوشيه («جزار طقوسي»)، الدم الذي يجمعه كوهين («الكاهن») بعناية في إناء فخاري ويُرش / يُرمى على الزاويتين الخارجيتين لميزبيتش («المذبح»)، بينما احترق الدهن والكبد والكلى وسلى الرأس على سطح المذبح.
في يوم الغفران - يوم الكفارة - كان يتم رش بعض الدم أمام الحجاب الذي يغطي مدخل قدس الأقداس عندما يرش الدم أمام كرسي الرحمة؛ يتم ذلك سبع مرات. يتم سكب ما تبقى من الدم على قاعدة المذبح، وسيتم تحطيم الوعاء الترابي الذي كان يحتوي عليه.
يستهلك كوهين وعائلته اللحم المتبقي (في التفسير الحاخامي لاحقاً كواحد من الهدايا الكوهانية الأربعة والعشرين) فيما بعد، إلا عندما كان الكاهن نفسه مقدماً (كما هو الحال في عروض المجتمع، وفي حالة يوم الكفارة)، عندما يتم حرقه في مكان طقسي نظيف خارج حرم الهيكل. تنص لاويين 26:6 على أن «الْكَاهِنُ الَّذِي يَعْمَلُهَا لِلْخَطِيَّةِ يَأْكُلُهَا. فِي مَكَانٍ مُقَدَّسٍ تُؤْكَلُ فِي دَارِ خَيْمَةِ الاجْتِمَاعِ.»، نقطة مكررة في لاويين 7:7، في حين أن لاويين 29:6 تسمح «كُلُّ ذَكَرٍ مِنَ الْكَهَنَةِ يَأْكُلُ مِنْهَا. إِنَّهَا قُدْسُ أَقْدَاسٍ.»، مما يشير إلى أنه يمكن تقاسم عائدات ذبائح الخطيئة داخل المجتمع الكوهاني. تمت الموافقة على تقاسم قرابين الحبوب داخل المجتمع الكوهاني بشكل أكثر وضوحاً في لاويين 10:7 - «وَكُلُّ تَقْدِمَةٍ مَلْتُوتَةٍ بِزَيْتٍ أَوْ نَاشِفَةٍ تَكُونُ لِجَمِيعِ بَنِي هَارُونَ، كُلِّ إِنْسَانٍ كَأَخِيهِ.».
إذا كانت الأضحية طائراً، تكون الطقوس مختلفة تماماً. يتم ذبح الطائر بواسطة الإبهام الذي يتم دفعه في رقبته، ويتم عصر رأسه. ثم يُحرق طائر ثانٍ على المذبح كذبيحة كاملة، تضحي به بالكامل بالنار.